# Julien Brugerolles
Julien Brugerolles, né le 5 juillet 1982 à Beaumont (Puy-de-Dôme), est un homme politique français. Membre du Parti communiste français (PCF). Il est député de la cinquième circonscription du Puy-de-Dôme depuis avril 2025, succédant à André Chassaigne, démissionnaire. Il a également été adjoint au maire de Paslières et candidat aux élections départementales dans le canton de Maringues.

## Biographie
Julien Brugerolles naît le 5 juillet 1982 à Beaumont dans le Puy-de-Dôme. Diplômé de l’Institut d'études politiques de Toulouse (promotion 2003), il commence sa carrière comme enseignant dans un lycée agricole avant de devenir attaché parlementaire d’André Chassaigne, député communiste de la 5e circonscription du Puy-de-Dôme, poste qu’il occupe pendant treize ans.
En parallèle, il s’engage en politique locale, devenant adjoint au maire de Paslières pour son deuxième mandat de conseiller municipal au moment des élections départementales de 2021.

### Parcours politique
En 2021, Julien Brugerolles se présente aux élections départementales dans le canton de Maringues (Puy-de-Dôme), sous l’étiquette de l’Union départementale de la gauche, en binôme avec Lydie Claux. Leur candidature met en avant des priorités telles que le renforcement des politiques sociales, la défense des services publics et le soutien aux enjeux agricoles, reflétant son engagement local et ses convictions communistes ; elle échoue au second tour.
Proche collaborateur d’André Chassaigne, dont il est le suppléant depuis 2022,, Julien Brugerolles s’inscrit dans la continuité de ce dernier au sein du Parti communiste français (PCF). Le 30 janvier 2025, Chassaigne annonce son intention de quitter l’Assemblée nationale pour céder la place à une nouvelle génération. Cette transition s’accélère lorsqu'il est élu adjoint au maire de Saint-Amant-Roche-Savine le 15 mars 2025, une fonction incompatible avec son mandat parlementaire. Julien Brugerolles lui succède alors officiellement comme député de la cinquième circonscription du Puy-de-Dôme, marquant son entrée à l’Assemblée nationale.